# Oryzopsis canadensis
Oryzopsis canadensis är en gräsart som först beskrevs av Jean Louis Marie Poiret, och fick sitt nu gällande namn av John Torrey och Asa Gray. Oryzopsis canadensis ingår i släktet Oryzopsis och familjen gräs. Inga underarter finns listade i Catalogue of Life.